# 貝勒尼基四世
貝勒尼基四世（神選的·女神）或稱克麗奧佩脫拉·貝勒尼基 （公元前77年—前55年），托勒密埃及女王，統治時間在公元前58年—前55年，她出生和逝世都在亞歷山卓。她的父親是托勒密十二世，母親可能是克麗奧佩脫拉六世，同父異母妹妹日後是鼎鼎大名的埃及豔后克麗奧佩脫拉七世。貝勒尼基以美艷與殘忍而聞名於世，因為與父親托勒密十二世爭位，被托勒密十二世斬首。

## 簡介
公元前58年，她的父親托勒密十二世帶著她妹妹克麗奧佩脫拉七世逃離埃及，去羅馬尋求政治和軍事幫助，來對抗貝勒尼基的母親克麗奧佩脫拉六世，此時克麗奧佩脫拉六世已經在王國中權傾一時，並立貝勒尼基四世為共治女王。但克麗奧佩脫拉六世在前57年逝世，於是她以年僅20歲的年紀單獨統治整個王國。
作為托勒密埃及的傳統，身為一個獨身的女王應該去找一位王夫，並立為共治的國王，但貝勒尼基四世沒有這麼做。她的朝臣強迫她與塞琉古國王塞琉古七世結婚，但他來到亞歷山卓後展現的粗俗儀表和舉止震驚了臣民大眾而失人心，還給他起了綽號叫Kybiosaktes（鹹魚販子），數日後就被女王下令絞殺了。這樣一來她仍然是埃及唯一的統治者。最終貝勒尼基四世在統治最後的六個月前，終於與一位名為阿基勞斯（Archelaus）的男子結婚，但阿基勞斯是否有被立為共治國王，這一點仍有些爭論。阿基勞斯曾經被羅馬大將龐培任命為卡帕多細亞境內科馬納·潘提卡（Comana Pontica）的聖職人員，他並宣稱自己是本都國王米特里達梯六世的兒子，然而斯特拉波卻說他是米特里達梯六世的將軍阿基勞斯之子。
公元前55年，她的父親托勒密十二世在羅馬將軍奧盧斯·加比尼烏斯幫助下反攻回國內，並砍了貝勒尼基四世的頭，結束她的統治。根據斯特拉波的說法，她的丈夫阿基勞斯雖然早前與加比尼烏斯有良好的友誼，但在與加比尼烏斯的軍隊作戰中戰死。

## 腳註
1. ↑  普魯塔克 《希臘羅馬名人傳-安東尼》 3.2
2. ↑  Bevan, Edwyn R.  [托勒密王室－托勒密王朝統治下的希臘化埃及史] 1. 英國倫敦: Methuen Publishing. 1927  [2025-03-21]. ISBN 1317682246 –芝加哥大學 （英语）.
3. ↑  Sewell-Lasater, Tara.  [成為克莉奧佩特拉：托勒密王朝的婚姻、亂倫以及女性統治之路]. 美國德州休斯頓: 休斯頓大學. 2020: 413  [2024-10-01] –academia.edu （英语）.
4. ↑  Cooney, Kara.  [當女性統治世界：埃及的六位女王]. 美國華府: 國家地理學會. 2018: 272  [2025-03-21]. ISBN 978-1426219771 –Google圖書 （英语）.
5. ↑  普魯塔克，《希臘羅馬英豪列傳》，P.1640 註釋11，聯經出版公司，ISBN 978-957-08-3373-7
6. ↑  普魯塔克 《希臘羅馬名人傳-安東尼》 3.6.

## 來源
- 斯特拉波 12.3.34 and 17.1.11
- 阿庇安 Mithrid. 114
- 卡西烏斯·狄奧 39.12 - 39.14, 39.55 - 39.58

| 貝勒尼基四世 托勒密王朝出生于：公元前77年逝世於：前55年 | 貝勒尼基四世 托勒密王朝出生于：公元前77年逝世於：前55年   | 貝勒尼基四世 托勒密王朝出生于：公元前77年逝世於：前55年 |
| 統治者頭銜                                              | 統治者頭銜                                                | 統治者頭銜                                              |
| ------------------------------------------------------- | --------------------------------------------------------- | ------------------------------------------------------- |
| 前任者： 托勒密十二世、克麗奧佩脫拉六世                 | 埃及女王 公元前58年–前55年 與克麗奧佩脫拉六世共治同時在任 | 托勒密十二世、克麗奧佩脫拉七世                          |